# 핀란드의 노동장관
핀란드의 노동장관(핀란드어: Suomen työministeri 수오멘 튀외미티스테리[*])은 핀란드 국가평의회에 입각하는 각료 중 하나다. 1970년부터 2007년까지 존재했던 노동부의 총책임자였으며, 2007년 노동부와 교역산업부가 합병하면서 출범한 노동경제부에도 그대로 직제가 계승되어 경제장관과는 별도의 정무직으로 존재한다.
노동장관은 소비자 권리 및 공정경쟁 정책을 주관하며, 고용과 사업, 노동자 생활 개선 등을 책임진다.
| 역대 장관                                            | 역대 장관                                            | 역대 장관                                            | 역대 장관                                            | 역대 장관                                            |
| 노동력장관( työvoimaministeri , 1970년-1987년) [ 3 ] | 노동력장관( työvoimaministeri , 1970년-1987년) [ 3 ] | 노동력장관( työvoimaministeri , 1970년-1987년) [ 3 ] | 노동력장관( työvoimaministeri , 1970년-1987년) [ 3 ] | 노동력장관( työvoimaministeri , 1970년-1987년) [ 3 ] |
| 각료                                                 | 정당                                                 | 정당                                                 | 임기                                                 | 내각                                                 |
| ---------------------------------------------------- | ---------------------------------------------------- | ---------------------------------------------------- | ---------------------------------------------------- | ---------------------------------------------------- |
| 베이코 헬레                                          |                                                      | 사회민주당                                           | 1970년 3월 1일-1970년 5월 14일                       | 제1차 코이비스토                                     |
| 에사 티모넨                                          |                                                      | 무소속                                               | 1970년 5월 14일-1970년 7월 15일                      | 제1차 아우라                                         |
| 베이코 헬레                                          |                                                      | 사회민주당                                           | 1970년 7월 15일-1971년 10월 29일                     | 제2차 카랼라이넨                                     |
| 케이요 리나마                                        |                                                      | 무소속                                               | 1971년 10월 29일-1972년 2월 23일                     | 제2차 아우라                                         |
| 베이코 헬레                                          |                                                      | 사회민주당                                           | 1972년 2월 23일-1972년 9월 4일                       | 제2차 파시오                                         |
| 발데 네발라이넨                                      |                                                      | 사회민주당                                           | 1972년 9월 4일-1975년 6월 13일                       | 제1차 소르사                                         |
| 일모 파나넨                                          |                                                      | 무소속                                               | 1975년 6월 13일-1975년 11월 30일                     | 리나마                                               |
| 파보 아이티오                                        |                                                      | 인민민주동맹                                         | 1975년 11월 30일-1976년 9월 29일                     | 제2차 미에투넨                                       |
| 파보 배위뤼넨                                        |                                                      | 중앙당                                               | 1976년 9월 29일-1977년 5월 15일                      | 제3차 미에투넨                                       |
| 아르보 알토                                          |                                                      | 인민민주동맹                                         | 1977년 5월 15일-1979년 5월 26일                      | 제2차 소르사                                         |
| 아르보 알토                                          | 1979년 5월 26일-1981년 3월 20일                      | 인민민주동맹                                         | 제2차 코이비스토                                     |                                                      |
| 요우코 카야노야                                      |                                                      | 인민민주동맹                                         | 제2차 코이비스토                                     | 1981년 3월 20일-1982년 12월 31일                     |
| 베이코 헬레                                          |                                                      | 사회민주당                                           | 1982년 12월 31일-1983년 5월 6일                      | 제3차 소르사                                         |
| 우르포 레패넨                                        |                                                      | 농촌당                                               | 1983년 5월 6일-1987년 4월 30일                       | 제4차 소르사                                         |
| 노동장관( työministeri , 1989년-현재) [ 4 ]          |                                                      |                                                      |                                                      |                                                      |
| 각료                                                 | 정당                                                 | 정당                                                 | 임기                                                 | 내각                                                 |
| 마티 푸하카                                          |                                                      | 사회민주당                                           | 1989년 6월 1일-1991년 4월 26일                       | 홀케리                                               |
| 일카 카네르바                                        |                                                      | 국민연합당                                           | 1991년 4월 26일-1995년 4월 13일                      | 아호                                                 |
| 리사 야콘사리                                        |                                                      | 사회민주당                                           | 1995년 4월 13일-1999년 4월 15일                      | 제1차 리포넨                                         |
| 시니카 묀캐레                                        |                                                      | 사회민주당                                           | 1999년 4월 15일-2000년 2월 25일                      | 제2차 리포넨                                         |
| 타랴 필라토브                                        |                                                      | 사회민주당                                           | 2000년 2월 25일-2003년 4월 17일                      | 제2차 리포넨                                         |
| 타랴 필라토브                                        | 2003년 4월 17일-2003년 6월 24일                      | 사회민주당                                           | 얘텐매키                                             |                                                      |
| 타랴 필라토브                                        | 2003년 6월 24일-2007년 4월 17일                      | 사회민주당                                           | 제1차 반하넨                                         |                                                      |
| 타랴 크론베르그                                      |                                                      | 녹색동맹                                             | 2007년 4월 19일-2009년 6월 26일                      | 제2차 반하넨                                         |
| 안니 시네매키                                        |                                                      | 녹색동맹                                             | 2009년 6월 26일-2010년 6월 22일                      | 제2차 반하넨                                         |
| 안니 시네매키                                        | 2010년 6월 22일-2011년 6월 22일                      | 녹색동맹                                             | 키비니에미                                           |                                                      |
| 라우리 이할라이넨                                    |                                                      | 사회민주당                                           | 2011년 6월 22일-2014년 6월 24일                      | 카타이넨                                             |
| 라우리 이할라이넨                                    | 2014년 6월 24일-2015년 5월 29일                      | 사회민주당                                           | 스투브                                               |                                                      |
| 야리 린드르스룀                                      |                                                      | 핀인당                                               | 2015년 5월 29일-현임                                 | 시필래                                               |
| 야리 린드르스룀                                      | 청색미래당                                           |                                                      | 2015년 5월 29일-현임                                 | 시필래                                               |